# Feel So Right
Singles de MAX
Moonlight
(2001) Spring Rain
(2002)
Feel So Right (titré : Feel so right) est le 22e single du groupe MAX.

## Présentation
Le single sort le 5 décembre 2001 au Japon sous le label avex trax, deux mois seulement après le précédent single du groupe, Moonlight. Il atteint la 17e place du classement des ventes de l'Oricon, et reste classé pendant trois semaines. Vendu à quelques 24 000 exemplaires, il est alors son single le moins vendu à l'exception des deux premiers, sortis en 1995.
Il contient deux chansons originales et leurs versions instrumentales. La chanson-titre sert de premier générique de fin à la série anime Captain Tsubasa - Road to 2002 (épisodes 1 à 13). Elle figurera uniquement sur la compilation du groupe Precious Collection 1995-2002 qui sortira quatre mois plus tard. La deuxième chanson du single, Manatsu no Eve (真夏のイヴ), restera inédite en album.

## Liste des titres
| CD    | CD                                               | CD                                                      | CD    | CD | CD | CD | CD | CD | CD |
| No    | Titre                                            | Paroles / Musique / Arrangements                        | Durée |    |    |    |    |    |    |
| ----- | ------------------------------------------------ | ------------------------------------------------------- | ----- | -- | -- | -- | -- | -- | -- |
| 1.    | Feel So Right (Feel so right)                    | Yûko Ebine / A. Lehtonen, C. King, G. Cole / Cobra Endo | 3:58  |    |    |    |    |    |    |
| 2.    | Manatsu no Eve (真夏のイヴ)                      | Shungo / A. Murray, C. Ballard, L. Bennett / T. Kawabe  | 3:37  |    |    |    |    |    |    |
| 3.    | Feel So Right (Instrumental) (Feel so right ...) | (...) / A. Lehtonen, C. King, G. Cole / Cobra Endo      | 3:59  |    |    |    |    |    |    |
| 4.    | Manatsu no Eve (Instrumental) (真夏のイヴ ...)   | (...) / A. Murray, C. Ballard, L. Bennett / T. Kawabe   | 3:36  |    |    |    |    |    |    |
| 15:10 |                                                  |                                                         |       |    |    |    |    |    |    |

## Crédits
- Production : Max Matsuura
- Co-production : Jun-Ichi "Randy" Tsuchiya
- Direction : Yukihito Sakakibara
- Production exécutive : Jonny Taira
- Masterisation : Shigeo Miyamoto
- Enregistrement et mixage : Hiroto Kobayashi
- Chœurs : Yumi Kawamura
- Guitares : Dave Cleveland (titre 1), Takehiro Kawabe (titre 2)